# Mount Auburn (Indiana)
Mount Auburn è un comune degli Stati Uniti d'America, situato nello Stato dell'Indiana, nella contea di Wayne.